# Кинодекламация
Кинодеклама́ция — особый жанр немого кинематографа, когда реплики на экране озвучивались находившимися в зрительном зале или позади экрана живыми актёрами. Из-за невозможности в раннем кинематографе обеспечить должную синхронизацию между изображением и звуком фильмы в течение длительного времени оставались немыми и демонстрировались под музыку. Для решения этой проблемы появился особый жанр, когда актёров на экране озвучивали актёры позади него или в зрительном зале. Особое распространение этот жанр получил в России, где в 1909—1917 годах было снято несколько сотен кинолент для кинодекламации. Производство кинодекламационных фильмов достигло пика в 1912 году, после чего их популярность пошла на убыль и после 1923 года их съёмки прекратились.

## Предыстория
Вскоре после изобретения кинематографа различные предприниматели и изобретатели стали делать попытки создания звукового кино. Ещё в 1889 году, то есть до презентации кинематографа братьями Люмьер, возможность и техническая реализуемость создания звукового кинематографа была продемонстрирована в США Томасом Эдисоном и Уильямом Диксоном. Позднее во Франции аналогичные опыты проводил Леон Гомо́н. Однако беда ранних систем записи звука для кинематографа состояла в том, что его не получалось синхронизировать с изображением — звук или опережал его, или отставал, что негативно воспринималось зрителями. Аналогичные проблемы возникали и при использовании для передачи звука параллельных киноаппарату технических приспособлений — прежде всего, наиболее распространённых в то время граммофона и фонографа.

## Появление
В такой ситуации появился и в течение некоторого времени использовался особый жанр кинематографа, называвшийся кинодекламацией, когда происходившие на экране диалоги или монологи озвучивались находившимися в кинотеатре живыми актёрами. Возможно, первый опыт подобного рода был предпринят французским режиссёром Жоржем Мельесом в его фильме «Туннель под Ла-Маншем, или Франко-английский кошмар» (1907), в котором содержался диалог между королём Англии и президентом Франции. Этот диалог озвучивал находившийся в зале актёр — за француза он говорил чисто, а за его визави — пытаясь имитировать английский акцент. Опыты с кинодекламацией проводились и в других странах — и в Германии, и в Соединённых Штатах, однако широкое распространение такие фильмы получили только в России. Вместе с тем, не стоит путать кинодекламации с так называемыми кинолекциями, когда актёр всего лишь комментировал происходившее на экране, фактически заменяя своим голосом титры.
Возможно, основоположником жанра кинодекламации в России был провинциальный актёр из города Иванова Яков Алексеевич Жданов. По его собственным воспоминаниям, в 1907 году ему пришла идея озвучивать реплики персонажей на экране голосами актёров. Он поделился своей идеей с женой, а затем с несколькими коллегами-актёрами. Будучи небогатыми людьми, они всё же смогли в складчину собрать достаточно средств на съёмки в 1909 году фильма по рассказу Антона Чехова «Хирургия», в котором они сами исполнили все роли, а затем озвучивали их в процессе демонстрации кинокартины.
Другим вероятным изобретателем кинодекламации исследователи называют режиссёра Петра Чардынина — именно он поставил упоминавшуюся выше «Хирургию» и некоторые другие кинодекламационные фильмы. По воспоминаниям кинооператора-пионера российского кино Луи Форестье, вскоре после «Хирургии» ему пришлось участвовать в съёмках большой по тем временам картины для кинодекламации — отрывка из «Бориса Годунова», которую исполняли три актёра. Сложность съёмок заключалась в том, что фильм надо было снять одним 320-метровым планом, в то время как максимальная длина киноплёнки составляла 120 метров. Когда плёнка в киноаппарате заканчивалась, оператор кричал «Стоп!», и актёры замирали на сцене, ожидая, пока тот заменит плёнку, после чего возобновляли свою игру. Конечно, идеальной синхронности при монтаже добиться не удалось, но на такие «мелочи» на заре кинематографа зрители внимания не обращали.
В 1909 году первые кинодекламации были показаны в Москве и имели большой успех — зрители видели игру актёров на экране и одновременно слышали их же голоса, что по тем временам воспринималось почти как чудо. Одним из первых московских кинотеатров, предоставивших свой экран для необычной новинки, был «Гранд-Электро», располагавшийся на Сретенке. Актёр В. С. Ниглов озвучивал там киноверсию «Записок сумасшедшего» Николая Гоголя; «Поразительное совпадение!» — восхищалась пресса. Чуть позднее эстафету принял располагавшийся в гостинице «Метрополь» кинотеатр «Модерн», где выступал «любимец публики» Сергей Сокольский, причём реклама подчёркивала, что озвучку проводил непосредственно сам актёр, «а не граммофон».
В дальнейшем, когда фильмов и киностудий стало больше и их производство стало доступнее, выросло количество кинодекламаций. Многие труппы кинодекламаторов, как труппа Жданова, стали гастролировать со своими картинами по провинциальным и уездным городам, заезжая даже в самые отдалённые места империи.

## Особенности
После нескольких сеансов кинодекламации труппе обычно удавалось добиться абсолютной синхронизации произносимых реплик с экранными персонажами. По желанию владельцев кинозалов труппы кинодекламаторов могли за особую плату дополнять произнесение реплик звуковыми эффектами и звукоподражанием — звуками закрывающихся дверей, бьющейся посуды, выстрелов, лая собаки, крика петуха и так далее.
Для кинодекламаций использовались фильмы самых разных студий и жанров — как снятые специально, так и «озвучивавшиеся» без согласия на то авторов. Помимо полноценных фильмов, кинодекламации могли представлять собой чтение одним-двумя актёрами юмористических рассказов, стихотворений и басен, а также заснятые на киноплёнку отрывки из театральных спектаклей (то есть произведения, текст которых был хорошо известен озвучивавшим их актёрам). После начала Первой мировой войны для кинодекламаций стали использовать также кадры фронтовой кинохроники.
Популярными сюжетами для кинодекламаций были хорошо известные публике произведения русских классических писателей и поэтов, в частности Александра Пушкина — так, в 1910 году Пётр Чердынин читал с экрана (и одновременно из-за него) «Воеводу», а в 1914 году вышли сразу две кинодекламации этого произведения — одна из них была выпущена М. Морским, другая — «Братьями Пате». В 1911 году конторой А. Каратуманова была выпущена под названием «Огородник лихой» кинодекламация по стихотворению Николая Некрасова «Не гулял с кистенём я в дремучем лесу».
Обычно фильмы для кинодекламаций снимались по заказу игравших в них актёров, однако многие труппы кинодекламаторов не особенно заботились о соблюдении авторских прав — фильмы, снятые одной труппой, могли озвучиваться совсем другой; таким же образом поступали и с отрывками из театральных спектаклей. Кинодекламация могла также частично или полностью состоять из песенных номеров.

## Труппы
Помимо труппы Жданова, в России была целая группа актёров, серьёзно занимавшихся кинодекламацией: в качестве кинодекламаторов выступали такие известные в дальнейшем киноактёры, как Владимир Максимов, Пётр Чардынин, а также И. Гурский, С. Крамской, В. Морской, С. Нератов, В. Ниглов, К. Новицкая, А. Фильгабер и другие.
По Украине гастролировала большая труппа кинодекламаторов, создавшая свой собственный национальный репертуар, в состав которой входили Дмитрий Байда-Суховий, Е. А. и А. М. Алесеенко, Бравина, Бутенко, Василенко, Гальский, Калина, Маслов и другие. В их репертуаре были такие фильмы, как «Жидовка-выхрестка», «Як ковбаса та гарна, то мынеться и сварка», «Кум мырошник, або сатана в боци», «Несчастливе кохання» и другие. Интересно, что труппа пользовалась успехом не только на Украине, но гастролировала в русскоязычных поволжских губерниях.

## Закат
В 1909—1917 годах в России было создано не менее 238 фильмов для кинодекламаций, причём это число явно не полное, поскольку многие такие картины создавались кустарно и не имели прокатного разрешения (а значит, их показы никак не анонсировались в прессе). Также существовало некоторое количество кинодекламационных фильмов, снятых за границей для демонстрации в России. Максимальное количество кинодекламационных лент в России было произведено в 1912 году (59 штук), после чего популярность жанра пошла на спад. 
По воспоминаниям Жданова, в 1918 году он сдал в киноотдел Наркомпроса около двадцати фильмов, снятых для кинодекламации, среди которых были экранизации рассказов Чехова, отрывков из «Мёртвых душ» Николая Гоголя, «Свадьбы Кречинского» Александра Сухово-Кобылина, «Гамлета» Вильяма Шекспира, басни «Демьянова уха» Ивана Крылова и другие.
После Октябрьской революции кинодекламация возродилась и просуществовала до 1923 года в качестве пропагандистского механизма — такие фильмы демонстрировались преимущественно для рабочих и крестьянских аудиторий, их количество неизвестно.